# Estrilda paludicola
L'astrilde petto castano (Estrilda paludicola Heuglin, 1863) è un uccello passeriforme della famiglia degli Estrildidi.

## Descrizione

### Dimensioni
Misura fino a circa 9–10 cm di lunghezza, dimensioni queste che rendono questa specie una fra le più piccole del proprio genere. 

### Aspetto
La livrea è grigio-brunastra dorsalmente, con ali di colore olivastro: la gola è di colore grigio-biancastro, il petto, i fianchi ed il ventre mostrano una calda sfumatura di color isabella (da cui il nome comune della specie), mentre la coda è nera ed il codione è di colore rosso cremisi. Il becco è rosso-arancio, le zampe sono di colore carnicino-nerastro, gli occhi sono bruno-rossicci. È presente un dimorfismo sessuale appena accennato nella livrea, con le femmine che presentano colorazione leggermente meno intensa: si tratta tuttavia di differenze molto suscettibili a variabilità individuale, pertanto non è agevole distinguere i due sessi.

## Biologia
Si tratta di uccelli diurni che al di fuori della stagione degli amori tendono a muoversi in piccoli stormi che contano generalmente una trentina d'individui e oltre, spesso in associazione ad altre specie affini come l'astrilde di S. Elena ed il guanciarancio. Questi uccelli passano la maggior parte della giornata al suolo o nei pressi di esso alla ricerca di cibo, salvo poi fare ritorno a posatoi comuni dove si riuniscono per trascorrere la notte.

### Alimentazione
L'astrilde petto castano è un uccello essenzialmente granivoro, che grazie alla taglia e al peso contenuti può agevolmente nutrirsi dei semi delle graminacee estraendoli ancora immaturi dalle spighe, stando appollaiato sullo stelo: essa integra inoltre la propria dieta con piccole bacche, frutta e sporadicamente anche insetti di piccola taglia.

### Riproduzione
Il periodo riproduttivo coincide con la fase finale della stagione delle piogge: ambedue i partner si dedicano alla costruzione del nido, che è una struttura globosa ottenuta intrecciando steli d'erba e fibre vegetali. A volte, anche in questa specie può essere osservata la costruzione di un secondo nido più grossolano al di sopra del primo, nel quale staziona il maschio, e che potrebbe avere la funzione di depistare eventuali predatori o disturbatori.

All'interno del nido vero e proprio la femmina depone 4-5 uova bianche, la cui cova dura 12-13 giorni e viene svolta alternativamente da ambo i sessi, che in ogni caso durante la notte si ricongiungono per riposare all'interno del nido. Sono sempre entrambi i genitori a prendersi cura dei nidiacei, che sono in grado d'involarsi dopo una ventina di giorni, pur continuando a stazionare nei pressi del nido per un altro paio di settimane, prima di allontanarsene definitivamente.

## Distribuzione e habitat
Questa specie occupa un areale vasto ma piuttosto frammentato, che va dal Sudan meridionale e all'Etiopia fino alla Tanzania, attraverso la regione dei Grandi Laghi: popolazioni di questa specie sono diffuse anche molto a sud-ovest rispetto a questa zona, in Angola e nello Zambia.
Come intuibile dal nome scientifico della specie, l'astrilde petto castano è un abitante delle zone erbose e dei canneti sul limitare dei fiumi, fino a 1800–2000 m di quota: questo uccello si rivela inoltre poco timorosa dell'uomo, ed è possibile osservarlo anche in zone coltivate, in parchi e giardini urbani.

## Tassonomia
Se ne riconoscono cinque sottospecie:
- Estrilda paludicola paludicola, la sottospecie nominale, diffusa dalla Repubblica Centrafricana al Kenya occidentale;
- Estrilda paludicola benguellensis Neumann, 1908, diffusa in Angola, Zambia e Congo meridionale;
- Estrilda paludicola marwitzi Reichenow, 1900, diffusa in Tanzania centro-meridionale;
- Estrilda paludicola roseicrissa Reichenow, 1892, diffusa in Congo nord-orientale, Uganda e Tanzania nord-occidentale;
- Estrilda paludicola ruthae Chapin, 1950, diffusa in Congo centrale;

Alcuni autori considerano sottospecie di questi uccelli anche l'astrilde abissina e l'astrilde dell'Anambra, rispettivamente coi nomi di Estrilda paludicola ochrogaster ed Estrilda paludicola poliopareia, mentre attualmente si tende a classificare questi uccelli come tre specie a sé stanti sebbene molto affini fra loro, al punto di poter costituire una superspecie.
Il nome scientifico di questi uccelli, paludicola, deriva dal latino e significa "amante delle paludi", in riferimento alle loro abitudini di vita.